# Boraner
Boraner, germansk folkstam som 253 e.Kr. företog strövtåg i romarriket tillsammans med goter och urugunder och omkring 255 skövlade Trabezon.